# Iúlia Tsvetkova
Iúlia Tsvetkova (rus: Юлия Владимировна Цветкова)  (Komsomolsk de l'Amur, 23 de maig de 1993) és una activista feminista i LGBT, artista i directora russa, presa política, que ha estat sota investigació i arrest domiciliari des del 13 de desembre de 2019 a causa de les seves activitats artístiques: per dibuixos positius sobre l'acceptació del seu propi cos i per crear un teatre activista per a nenes i nens. Se l'acusa de l'anomenada propaganda gai i de difondre pornografia. S'enfronta a una possible pena de fins a 6 anys de presó.

## Biografia
És l'organitzadora del festival d'art activista "Flor de Safrà", la creadora del projecte de desestigmatització del cos femení "Dona no nina", la directora del teatre juvenil "Merak".
Va ser denunciada per la producció i tràfic il·legal de material pornogràfic a través d'Internet, la Fiscalia va sol·licitar per a ella la pena de presó d'entre 2 i 6 anys per l'administració de la pàgina web feminista "Monòlegs de la Vagina" igualant el contingut d'aquesta pàgina feminista al contingut pornogràfic. Està sota de l'arrest domiciliari des del 22 de novembre de 2019. La investigació en contra seva va ser iniciada el 24 d'octubre de 2019 després de la denúncia de l'activista de la "gihad moral" Timur Bulatov. Segons la societat Memorial és una presa política perquè el seu processament penal està relacionat amb la seva posició pública i la importància del seu paper en el moviment feminista.
El 13 de desembre de 2019, mentre estava sota arrest domiciliari, va ser declarada culpable de cometre un delicte administratiu de promoció de les relacions sexuals no tradicionals entre menors a través d'Internet segons la “llei homòfoba” i va ser condemnada a una multa de 50.000 rubles per publicar en la xarxa contingut sobre els drets del col·lectiu LGTB. El 17 de gener de 2020 va ser informada sobre un nou càrrec dins de la mateixa denúncia per un dibuix amb el text "La família és on està l'amor. Suport a les famílies LGTB+". El 10 de juliol fou declarada culpable i condemnada a una multa de 75.000 rubles.
El 24 de febrer de 2020 Tsvetkova va informar els seus amics i seguidors en les xarxes socials sobre les amenaces i extorsions per part del grup extremista homofòbic "la Serra" ("Пила"). El 26 de febrer, va fer una reclamació contra el Comitè d'Investigació en relació amb la restricció il·legítima del seu dret a rebre atenció mèdica durant l'arrest domiciliari. El 2 de març de 2020 la policia va informar sobre una nova denúncia de Bulatov contra la mare de Yulia - Anna Khodyreva, on l'acusava de la propaganda de valors no convencionals.
El 27 de juny de 2020 més de 30 activistes van ser detingudes després de les protestes en suport de Yulia Tsvetkova a Moscou. El 7 de juliol de 2020 es va obrir el tercer càrrec administratiu contra Tsvetkova sota la llei russa contra la propaganda gai.
L'1 de maig de 2021, Iúlia Tsvetkova va iniciar una vaga de fam per a exigir que no es retardi el judici, que s'obri el tribunal al públic i que es permeti un advocat d'ofici.

## Reconeixements
El 16 d'abril de 2020 va rebre el premi internacional "Índex de Censura" en la categoria "Art", convertint-se en la segona dona russa a rebre el premi, després d'Anna Politkóvskaia.
Va figurar a la llista de les 100 dones més influents de la British Broadcasting Corporation (BBC) feta públic el 23 de novembre de 2020.